# Малый Билиб
Малый Билиб — деревня в Шарканском районе Удмуртской республики.

## География
Находится в восточной части Удмуртии на расстоянии приблизительно 7 км на север-северо-восток по прямой от районного центра села Шаркан.

## История
Известна с 1873 года как починок Билиб малый (Бойкаш-гурт) с 24 дворами. Первые поселенцы прибыли сюда из деревни Сюрсовай Шарканской волости. В 1893 году (починок Малый Билиб) учтено 72 двора, в 1905 (уже деревня) — 83. До 2021 года входила в состав Шарканского сельского поселения.

## Население
Постоянное население составляло 262 человека (1873 год), 485 (1893, удмурты), 605 (1905), 121 человек в 2002 году (удмурты 97 %), 84 в 2012.